# Годе (зона)
Годе (сомал. Godey) — одна из 9 зон региона Сомали, Эфиопия.

## География
Граничит с зоной Афдер (на юго-западе), зонами Фик и Дэгэх-Бур (на севере), зонами Корахе и Уордер (на северо-востоке), регионом Оромия (на западе) и государством Сомали (на востоке). Крупнейший город также носит название Годе. Через территорию зоны протекает река Уэби-Шабелле.

## Население
По данным Центрального статистического агентства Эфиопии на 2007 год население зоны составляет 464 253 человека, из них 258 558 мужчин и 205 695 женщин. 98,62 % населения составляют сомалийцы, оставшиеся 1,38 % представлены другими этническими группами. 98,98 % жителей зоны считают родным языком сомалийский, оставшиеся 1,02 % назвали другие языки в качестве родного. 98,76 % населения — мусульмане.
По данным прошлой переписи 1997 года население зоны насчитывало 327 156 человек, из них 179 352 мужчины и 147 804 женщины. 99,55 % населения составляли сомалийцы; 99,16 % назвали родным языком сомалийский. Только 6,65 % населения были грамотны.

## Административное деление
В административном отношении подразделяется на 5 районов (ворэд):
- Данан
- Ферфер
- Годе
- Кэллафо
- Мустахиль